# Judgment Day
Judgment Day è stato un evento in pay-per-view di wrestling organizzato annualmente dalla World Wrestling Federation/Entertainment. La prima edizione dell'evento risale al 1998, quando faceva parte della serie In Your House; dopo un anno di assenza, è tornato a disputarsi nel 2000 rimanendo fino al 2009.
Nel 2010 il pay-per-view è stato rimosso dal calendario e sostituito da Over the Limit.

## Edizioni
|  | Evento esclusivo del roster di SmackDown |

| Edizione        | Data            | Città       | Sede                         | Main event                      |
| --------------- | --------------- | ----------- | ---------------------------- | ------------------------------- |
| 1998 (Dettagli) | 18 ottobre 1998 | Rosemont    | Rosemont Horizon             | Kane vs. The Undertaker         |
| 2000 (Dettagli) | 21 maggio 2000  | Louisville  | Freedom Hall                 | The Rock vs. Triple H           |
| 2001 (Dettagli) | 20 maggio 2001  | Sacramento  | ARCO Arena                   | Steve Austin vs. The Undertaker |
| 2002 (Dettagli) | 19 maggio 2002  | Nashville   | Gaylord Entertainment Center | Hulk Hogan vs. The Undertaker   |
| 2003 (Dettagli) | 18 maggio 2003  | Charlotte   | Charlotte Coliseum           | Big Show vs. Brock Lesnar       |
| 2004 (Dettagli) | 16 maggio 2004  | Los Angeles | Staples Center               | Eddie Guerrero vs. JBL          |
| 2005 (Dettagli) | 22 maggio 2005  | Minneapolis | Target Center                | JBL vs. John Cena               |
| 2006 (Dettagli) | 21 maggio 2006  | Phoenix     | U.S. Airways Center          | JBL vs. Rey Mysterio            |
| 2007 (Dettagli) | 20 maggio 2007  | Saint Louis | Scottrade Center             | The Great Khali vs. John Cena   |
| 2008 (Dettagli) | 18 maggio 2008  | Omaha       | Qwest Center Omaha           | Randy Orton vs. Triple H        |
| 2009 (Dettagli) | 17 maggio 2009  | Rosemont    | Allstate Arena               | Edge vs. Jeff Hardy             |